# Encens

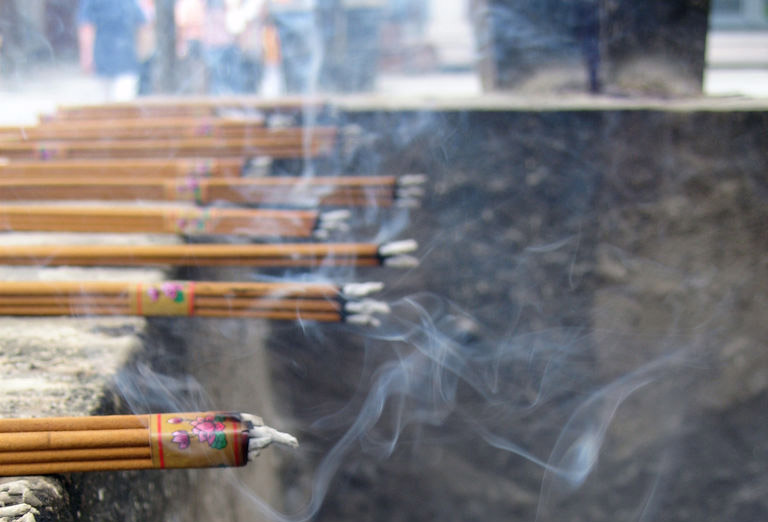
Encens cremant.

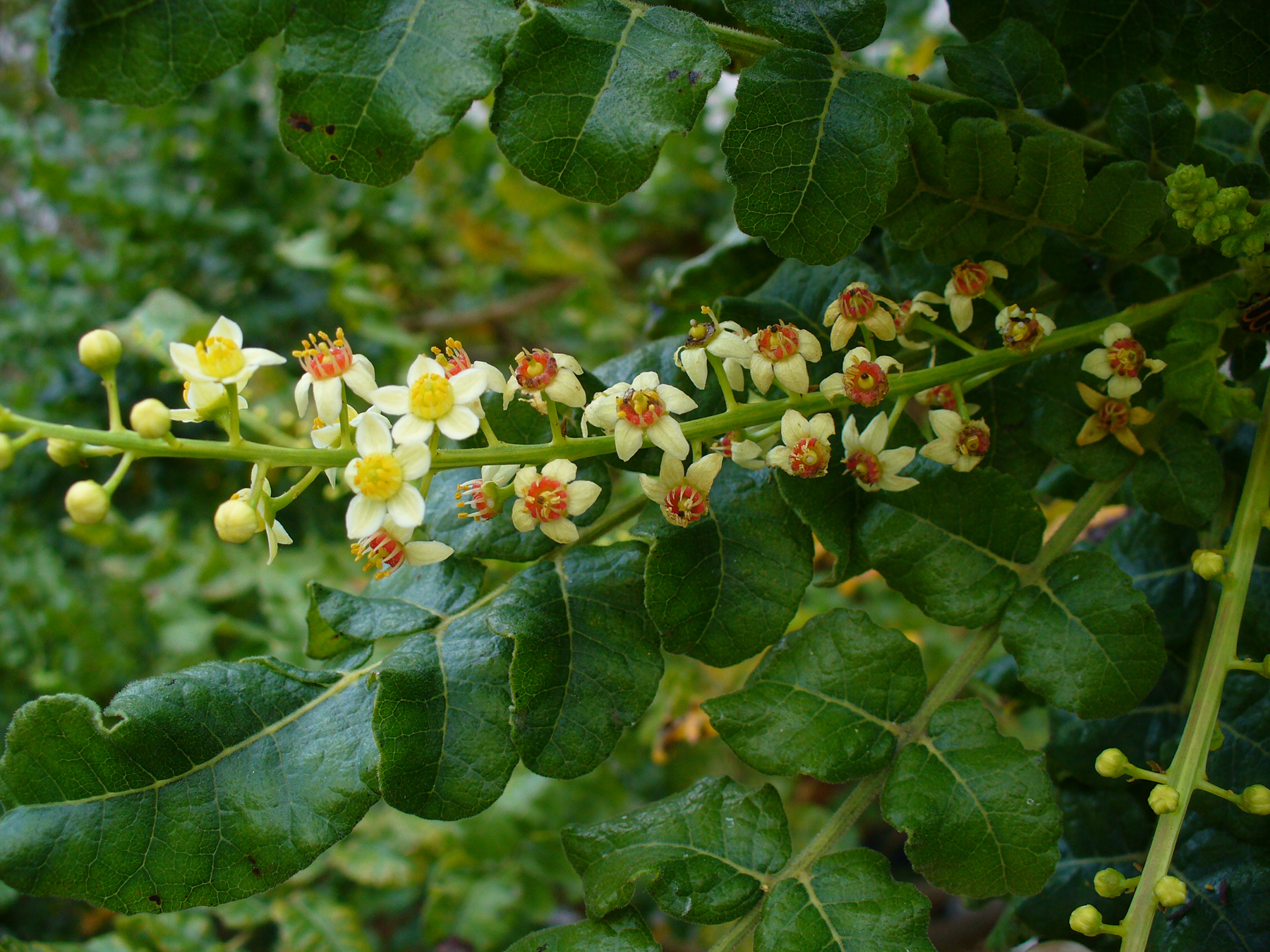
Branques de Boswellia sacra en flor. La major part de l'encens actual prové d'aquesta planta

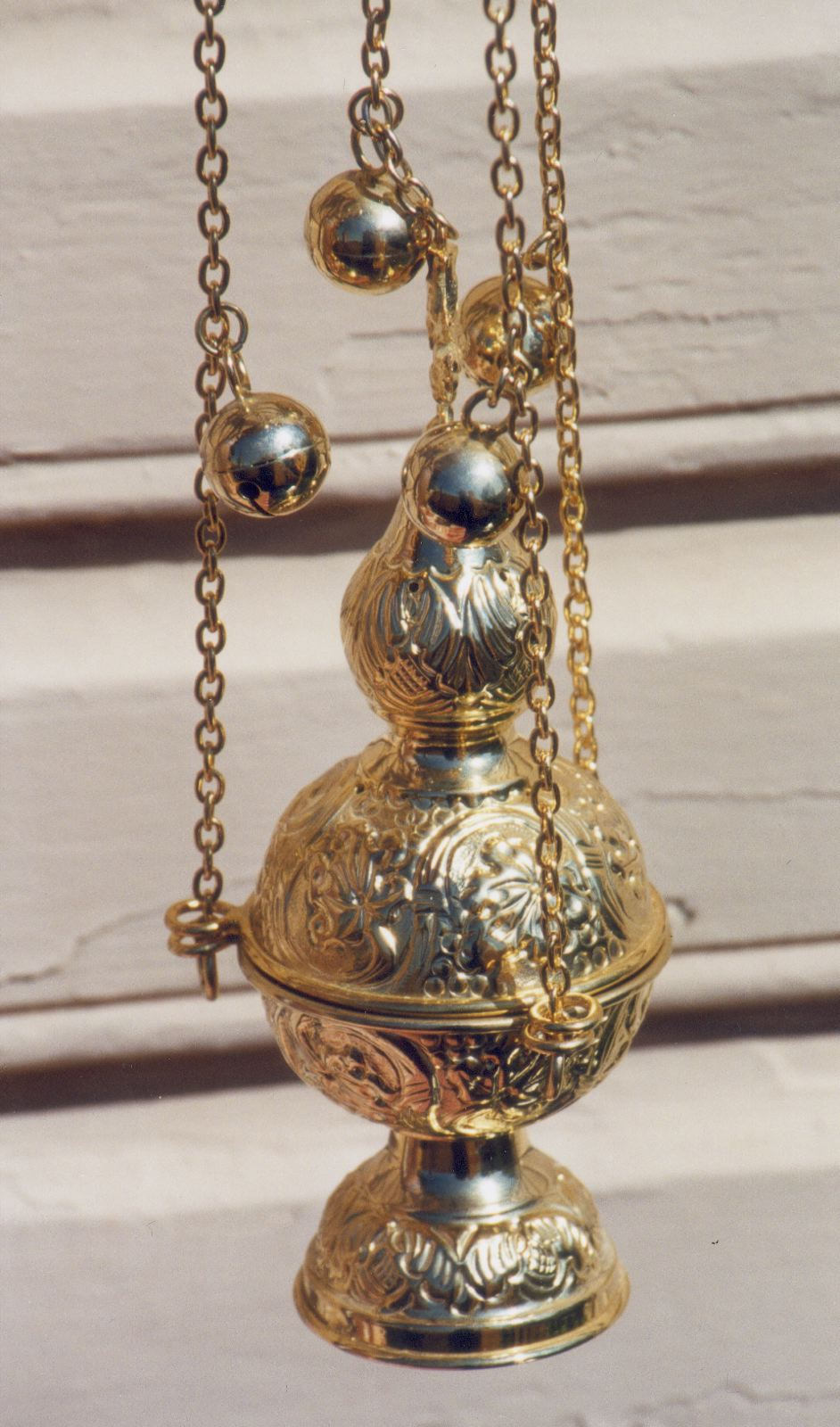
Encenser tradicional.

L'encens (del llatí incensum, participi d'incendere, encendre), és una goma resina fragrant que desprèn una olor característica quan es crema.

## Característiques
L'encens s'obté de quatre espècies de plantes arbustives del gènere Boswèl·lia, sobretot de la Boswellia sacra, i en menor mesura de Boswellia serrata i Boswellia glabra. Aquestes plantes creixen a les regions meridionals de la península Aràbiga i a la costa d'Àfrica Oriental.
La resina es comercialitza en forma de diversos graus de qualitat i de puresa.
No és segur que el producte utilitzat actualment correspongui exactament amb la substància que es feia servir en l'antiguitat. Antigament hom pensava que l'encens provenia de l'arbre Juniperus lycia L. Va ser una font important de comerç, fins al punt de crear-se la ruta de l'encens per al seu transport.

## Usos
La goma s'obté mitjançant incisions al tronc i és olorosa en cremar-se. S'utilitza com a perfum i com a fumigatori. Té també propietats medicinals.
En temps antics l'encens s'ha utilitzat com a element molt important en rituals i cerimònies religioses, especialment en el budisme, el cristianisme, i l'hinduisme. A la Bíblia el fet que el fum s'envolés cap amunt simbolitzava l'acceptació del sacrifici. Un dels exemples més coneguts i més espectaculars és el cas del botafumeiro de la catedral de Santiago de Compostel·la.

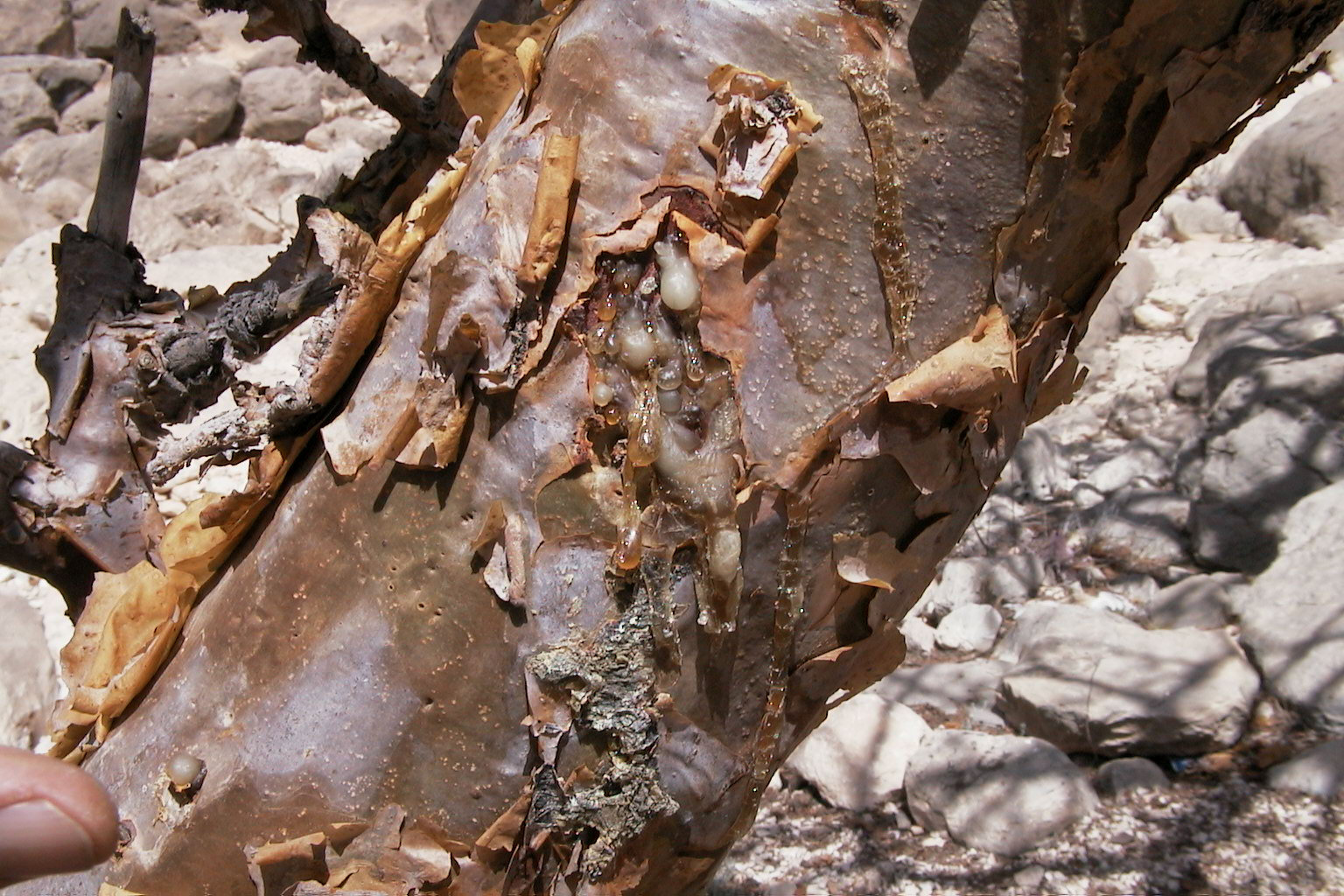
Incisions en el tronc d'un exemplar de Boswellia per obtenir-ne goma d'encens (Dhofar, Oman)